# Mexobisium dominicanum
Mexobisium dominicanum är en spindeldjursart som beskrevs av William B. Muchmore 1998. Mexobisium dominicanum ingår i släktet Mexobisium och familjen Bochicidae. Inga underarter finns listade i Catalogue of Life.